# Бразиллер, Джордж
Джордж Бразиллер (англ. George Braziller; 12 февраля 1916 года — 16 марта 2017 года) — американский независимый издатель, основатель издательского дома George Braziller Inc..

## Биография
Заинтересовался издательским делом во время Великой депрессии, когда работал клерком. В 1940-х годах он основал Book Find Club, который был чрезвычайно успешным с «репутацией серьёзности намерений». После Второй мировой войны он продал Book Find Club компании Time-Life Publishing и половину выручки вложил в своё собственное издательство, которое основал в середине 1950-х годов . 
В конце 1960-х годов отправился в Европу. В мае 1968 года в Париже он стал свидетелем острого политического кризиса, следствием которого стал крах администрации де Голля. Во время этой поездки он приобрёл права на книгу Анри Аллега «La Question» (в СССР издавалась под названием «Допрос под пыткой»), которую он опубликовал в английском переводе. Она стала первым большим успехом фирмы в США.